# 国造塵隠
国造 塵隠（くにのみやつこ じんいん、1661年（寛文元年5月） - 1713年2月1日 
（正徳3年1月7日））は江戸時代前期-中期の儒学者、医師。名は煕。字は玄貞。別号に煕々子。

## 経歴・人物
寛文元年（1661年）5月、肥前長崎に生まれる。明の蒋眉山に経書を、渡来僧澄一道亮に医術を学ぶ。中国語の音韻に通じ、唐通事に教えた。著作に「内丹要訣」など。